# 杜集区
杜集区（としゅう-く）は、中華人民共和国安徽省淮北市に位置する市轄区。

## 行政区画
- 街道:高岳街道、鉱山集街道
- 鎮:朔里鎮、石台鎮、段園鎮